# Suchodół Włościański
Suchodół Włościański [suˈxɔduu̯ vwɔɕˈt͡ɕaɲski] est un village polonais de la gmina de Sabnie dans le powiat de Sokołów et dans la voïvodie de Mazovie, au centre-est de la Pologne.